# Перепілка новозеландська
Перепілка новозеландська (Coturnix novaezelandiae; мовою майорі — koreke) — вид птахів родини фазанових. Вимер з 1875 року. Самець і самиця були схожі; щоправда, самиця була світлішою. Першим науковцем, який описав вид, був сер Джозеф Бенкс, коли він відвідав Нову Зеландію під час першої подорожі Джеймса Кука. Цей вид вів наземний і спокійний спосіб життя на луках, порослих травою та папороттю. Перший екземпляр 1827 року дістали Жан-Рене-Констан Куа і Жозеф-Поль Гемар під час подорожі французького мандрівника Жуля Дюмон-Дюрвіля. Його іноді розглядали як конспецифічний вид з австралійським Coturnix pectoralis, який тоді дістав назву Coturnix novaezelandiae pectoralis, оскільки його науково було описано лише після новозеландських птахів.

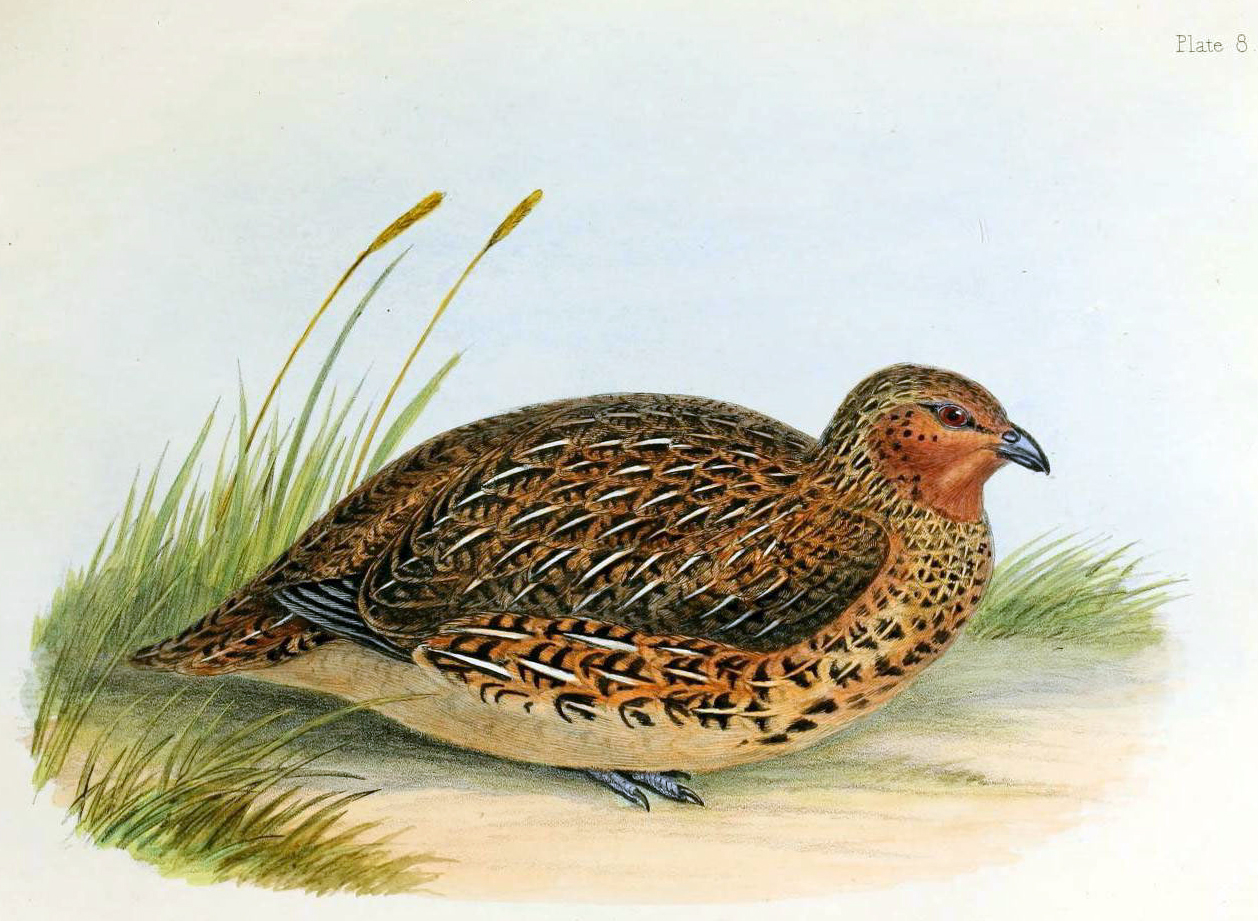
Ілюстрація
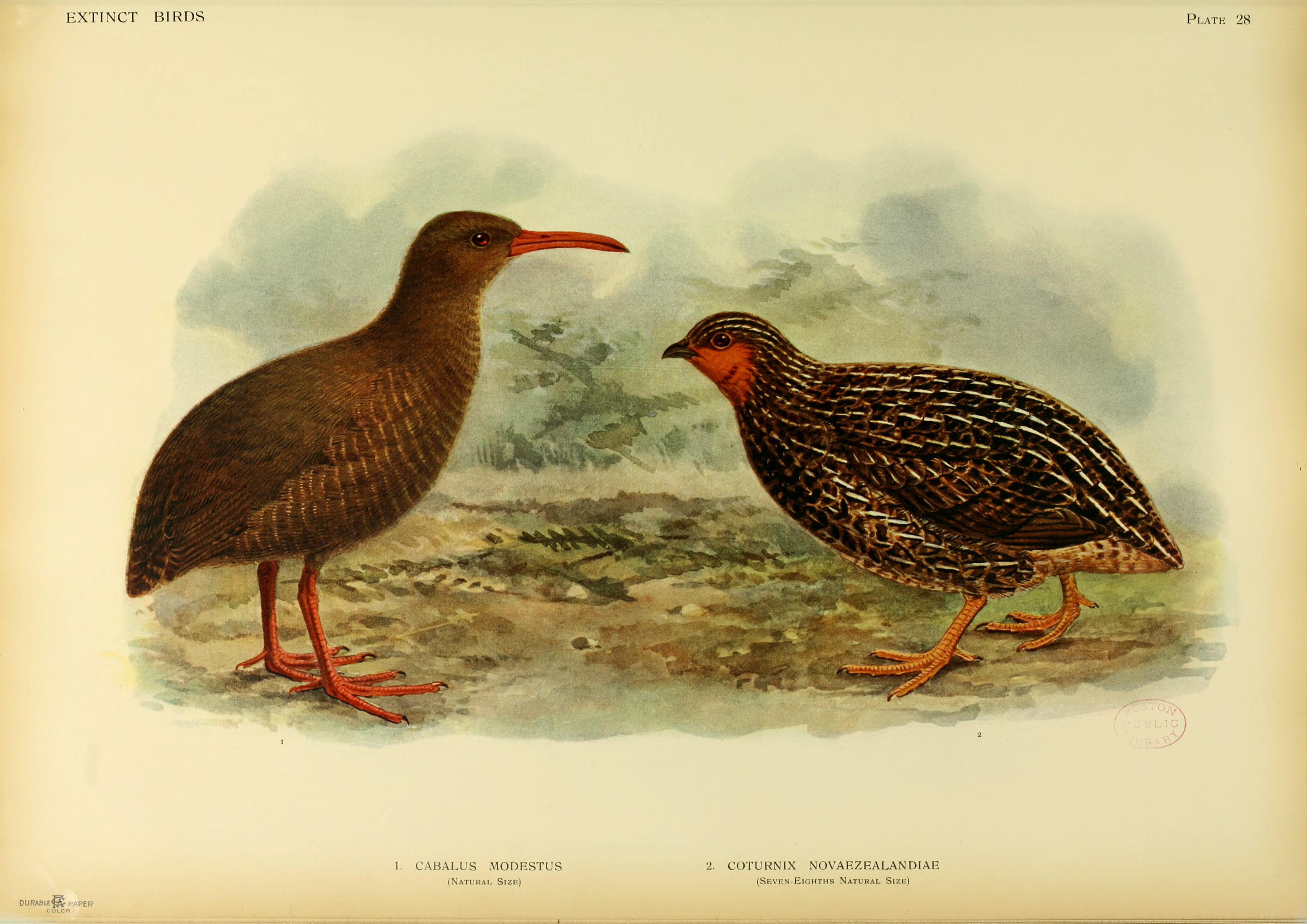
Реконструкція вигляду птахів двох видів: Cabalus modestus та Coturnix novaezelandiae (1907 рік)